# Grand Theft Auto: Episodes from Liberty City
Grand Theft Auto: Episodes from Liberty City — совместное издание дополнений The Lost and Damned и The Ballad of Gay Tony, полностью раскрывающее сюжет оригинальной игры Grand Theft Auto IV. Его выход состоялся 29 октября 2009 года, одновременно с выходом дополнения The Ballad of Gay Tony для Xbox 360. Позже, 13 апреля 2010 года в Северной Америке и 16 апреля в Европе, было выпущено и для PC, и PlayStation 3. Для запуска не требуется оригинальная копия игры Grand Theft Auto IV, так же как и аккаунт в сети Xbox Live или PSN (кроме игры по сети). Версия игры для Xbox 360 не требует установки на жесткий диск для запуска игры, так же как и большинство других игр, которые были выпущены в прошлом.
Для издания Episodes from Liberty City были добавлены 3 новые радиостанции — Vice City FM, RamJam FM и Self-Actualization FM, а также на каждой радиостанции из оригинальной GTA IV убрана музыка из оригинальной игры, но добавлена новая. Если приобретать эпизоды отдельно, без сборника, тогда эксклюзивных радиостанций не будет, но останется музыка из оригинальной игры.

## The Lost and Damned
Эпизод под названием Grand Theft Auto IV: The Lost and Damned появился в Xbox Live 17 февраля 2009 года. История развивается вокруг Джонни Клебица — члена байкерской банды The Lost. Во время прохождения сюжетной части оригинальной Grand Theft Auto IV его личность встречалась в некоторых миссиях.
Дэн Хаузер добавил несколько слов о контенте:

Сюжет не зависит напрямую от решений, которые ты принял в основной игре. Однако многие детали и загадки главной истории объясняются, что делает её более красочной.

## The Ballad of Gay Tony
Второй эпизод — The Ballad of Gay Tony появился в свободном доступе 29 октября 2009 года. Главным героем на этот раз стал Луис Лопез. Этот эпизод из Либерти-сити показывает нам совсем другой город — город, доверху набитый оружием, гламуром и грязью.

## Продакшн
Сэм Хаузер, основатель Rockstar Games, сказал про Episodes from Liberty City:

Это, безусловно, лучшая игра, созданная нами. Этот боевик состоит из множества захватывающих эпизодов и имеет уникальный игровой процесс и неповторимую атмосферу. Команда Rockstar North превзошла саму себя и создала два прекрасных дополнения с множеством инновационных моментов. Вас ждут абсолютно два разных по атмосфере эпизода — рассказ о бандах мотоциклистов в первом, и встреча с миром гламура и ночных тусовок во втором.

7 октября 2009 года был выпущен ролик, объединяющий оба дополнения, и посвященный изданию Episodes from Liberty City.

## Релиз

### Отличия загружаемой и дисковой версии игры
Существует ряд отличий в контенте игры, выпущенной в продажу в виде дискового издания и версии, доступной для покупки и загрузки через интернет в системе Live Marketplace. В данной системе купить Episodes From Liberty City на ПК возможно по отдельности — в этом случае они установятся поверх оригинальной GTA IV. Дисковое издание Episodes from Liberty City устанавливаются как отдельная игра. Загружаемая версия добавляет обновлённую музыку к радиостанциям оригинальной Grand Theft Auto IV, которая насчитывает более 300 музыкальных треков и становится доступна во всех 3 играх.
Для издания на носителях, в Episodes from Liberty City были добавлены 3 новые радиостанции — Vice City FM, RamJam FM и Self-Actualization FM., а также на каждой радиостанции из оригинальной GTA IV убрана музыка из оригинальной игры, но добавлена новая. Если приобретать эпизоды каждый по отдельности, без сборника, то эксклюзивные радиостанции будут отсутствовать в игре, но останется музыка из оригинальной игры.

### Релиз в России
В России GTA: Episodes From Liberty вышел 21 мая, от фирмы 1С. В игре были локализованы субтитры и интерфейс, озвучка осталась той же.
| Системные требования (PC) | Системные требования (PC)                           | Системные требования (PC)                           |
| ------------------------- | --------------------------------------------------- | --------------------------------------------------- |
|                           | Минимальные                                         | Рекомендуемые                                       |
| Windows                   |                                                     |                                                     |
| ОС                        | Windows Vista/7 (SP1)/XP (SP3)                      | Windows Vista/7 (SP1)/XP (SP3)                      |
| ЦПУ                       | 1,8 ГГц Intel Core 2 Duo / 2,4 ГГц AMD Athlon X2 64 | 1,8 ГГц Intel Core 2 Duo / 2,4 ГГц AMD Athlon X2 64 |
| Объём ОЗУ                 | 1,5 Гб                                              | 1,5 Гб                                              |
| Место на диске            | 16 Гб свободного пространства                       | 16 Гб свободного пространства                       |
| Информационный носитель   | Устройство для чтения DVD                           | Устройство для чтения DVD                           |
| Видеокарта                | NVIDIA 7900 / ATI X1900 с 256 Мб видеопамяти        | NVIDIA 7900 / ATI X1900 с 256 Мб видеопамяти        |
| Сеть                      | Интернет-соединение для активации и игры по сети    | Интернет-соединение для активации и игры по сети    |
| Устройства ввода          | Клавиатура, мышь / геймпад                          | Клавиатура, мышь / геймпад                          |

## Геймплей

### Особенности игрового мира и связи с GTA IV
Ввиду того, что время действия обоих эпизодов совпадает с сюжетной линией GTA IV, Rockstar Games не стали вносить больших и кардинальных изменений в районы или постройки Либерти-Сити. Однако, всё же существуют небольшие изменения и отличия в зданиях и интерьерах: например, здание клуба байкеров Lost отличается от такового из оригинальной игры.
Также примечательно, что в The Lost and Damned и The Ballad of Gay Tony, в отличие от оригинальной Grand Theft Auto IV, мосты между островами Либерти-Сити открыты с самого начала игры и город полностью предоставлен для исследования игрокам.
Иногда протагонисты всех трёх игр серии Grand Theft Auto IV сюжетно пересекаются друг с другом. Миссия «Museum Piece» по обмену бриллиантов у еврейской мафии, является единственной, во время которой пересекаются все протагонисты игр: Нико Беллик, Джонни Клебиц и Луис Лопез. Однако, озвучивание фразы «Rest of you motherfuckers wanna die, do something stupid okay?», которую произнёс Луис при срыве сделки, различно в Episodes From Liberty City и оригинальной GTA IV. Также имеет место ряд отличий и в других миссиях, в которых пересекаются те или иные протагонисты.

### Новые возможности в игре
Каждая из игр предлагает свой взгляд протагониста на город Либерти-Сити — будь то суровый байкер Джонни со сломанной жизнью или красочная и гламурная жизнь Луиса. В игры The Lost and Damned и The Ballad of Gay Tony был добавлен целый ряд новых возможностей, мини-игр, второстепенных миссий. Теперь для того, чтобы встретиться со всеми друзьями сразу, надо только позвонить один раз и протагонист отправится на встречу со своими двумя доступными друзьями. Были добавлены новые мини-игры: аэрохоккей, армреслинг, карточная игра «больше-меньше», гонки на мотоциклах в The Lost and Damned, а также гольф, танцы в клубе, работа вышибалой в клубе Maisonette 9, мини-игра по употреблению шампанского в The Ballad of Gay Tony. Также в Episodes From Liberty City были добавлены новые виды оружия и новые транспортные средства.

### Технические особенности и недостатки
Разработчиками из Rockstar Toronto был внесен ряд технических изменений в релиз Episodes from Liberty City. Были переделаны тени, добавлена возможность регулирования ночных теней, добавлена регулировка качества отображения текстур воды, трилинейная и анизотропная фильтрация текстур до х16. Недостатком всё ещё является отсутствие эффекта сглаживания.

## Отзывы
| Сводный рейтинг | Сводный рейтинг | Сводный рейтинг |
| Издание         | Оценка          | Оценка          |
| Издание         | PS3             | Xbox 360        |
| --------------- | --------------- | --------------- |
| GameRankings    | 89,16 %         | 91,41 %         |